# Theresienstraße 12 (Bad Kissingen)

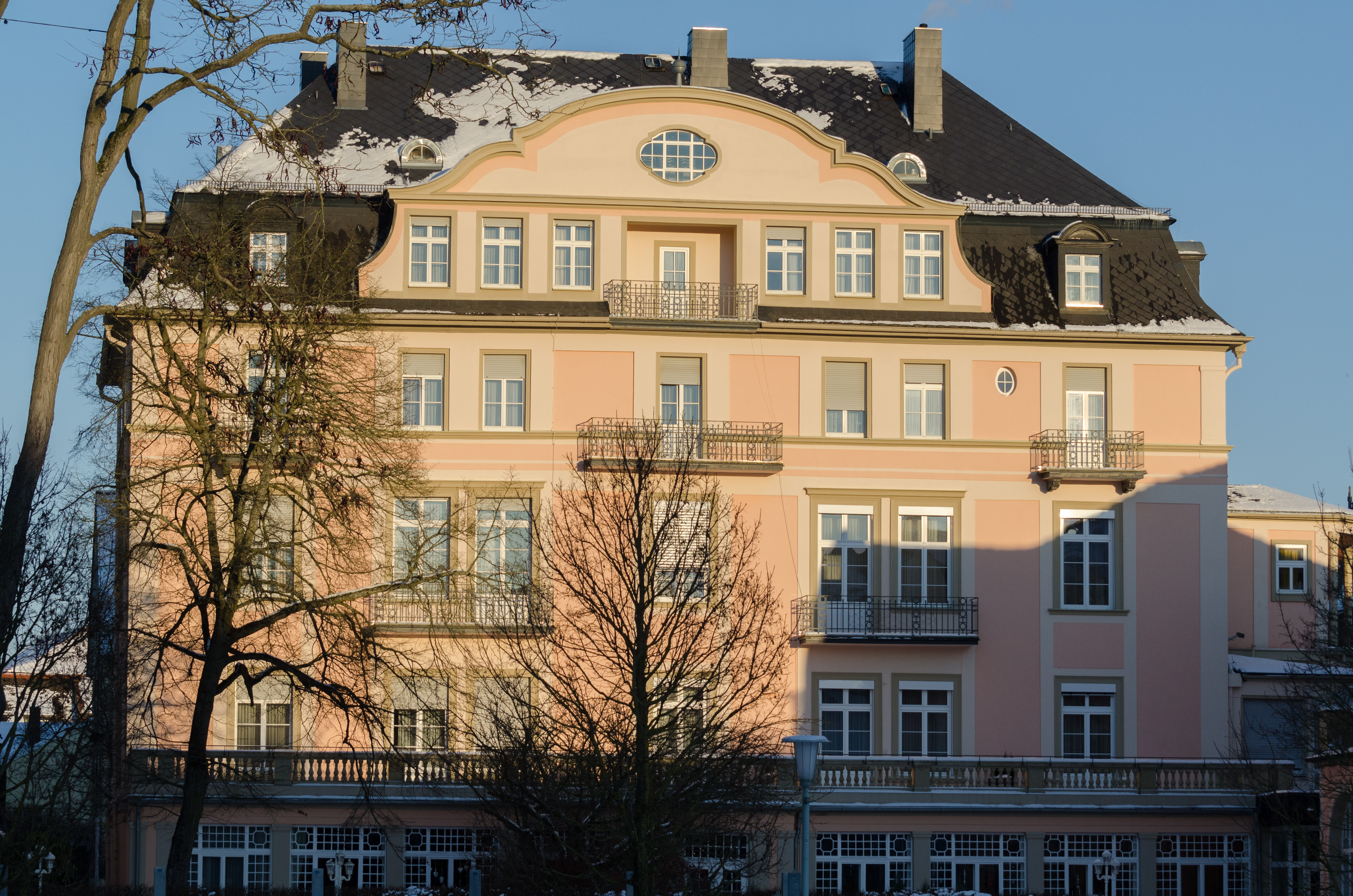
Theresienstraße 12 in Bad Kissingen.

Das Anwesen Theresienstraße 12 in Bad Kissingen, der Großen Kreisstadt des unterfränkischen Landkreises Bad Kissingen, gehört zu den Bad Kissinger Baudenkmälern. Ursprünglich war es unter der eigenständigen Nummer D-6-72-114-354 in der Bayerischen Denkmalliste registriert.

## Geschichte
Der viergeschossige Mansarddachbau wurde im Kern im Jahr 1860 als ehemaliges Sanatorium errichtet. Es wurde im barockisierenden Jugendstil gestaltet und mit einem geschwungenen Zwerchhausgiebel sowie Terrassen an der West- und an der Ostseite versehen.
Seine heutige Gestalt erhielt das Anwesen im Jahr 1897, als es vom Bad Kissinger Architekten Carl Krampf umgebaut und erweitert wurde. Es gehört zu mehreren Bad Kissinger Bauten wie beispielsweise Bismarckstraße 36, Kurhausstraße 11a und Menzelstraße 19, die aus einem ursprünglichen Neurenaissance-Bauwerk in ein Bauwerk des Jugendstils umgewandelt wurden.
Im Jahr 1907 schuf Carl Krampf den Erweiterungsbau Balthasar-Neumann-Promenade 16.
Eine weitere Erweiterung führte Franz Krampf (Bruder von Carl Krampf) im Jahr 1910 durch.